# Pargny
Pargny – miejscowość i gmina we Francji, w regionie Hauts-de-France, w departamencie Somma.
Według danych na rok 2011 gminę zamieszkiwało 176 osób, a gęstość zaludnienia wynosiła 48 osób/km² (wśród 2293 gmin Pikardii Pargny plasuje się na 852. miejscu pod względem liczby ludności, natomiast pod względem powierzchni na miejscu 993.).